# سیارک ۷۲۶۱
سیارک ۷۲۶۱ (به انگلیسی: 7261 Yokootakeo، نامگذاری:1994GZ) هفت هزار و دویست و شصت و یکمین سیارک کشف شده‌است که در ۱۴ آوریل ۱۹۹۴ کشف شد.